# Tabernacolo di san Francesco
Il Tabernacolo di san Francesco è un'edicola votiva di Borgo San Lorenzo, collocata a lato della facciata della pieve di San Lorenzo, su una parete attigua al monastero di Santa Caterina, in via San Francesco.

## Storia
In occasione delle celebrazioni per il settimo centenario della morte di san Francesco d'Assisi nel 1926, il Comune commissionò un'edicola monumentale alla manifattura Chini, che venne realizzata con la collaborazione dei vari appartenenti alla famiglia Chini e inaugurata solennemente il 4 ottobre 1926, giorno del santo. 
La struttura fu progettata nel complesso da Chino Chini, Tito e Dino eseguirono le decorazioni pittoriche e il giovane Augusto le parti scultoree, compresa la statua del santo. Le opere in muratura furono completate da O. Cipriani, la tettoia e le opere di falegnameria da Emilio Maestrini, l'iscrizione, dettata dal padre cappuccino Epifanio, fu incisa da Cesare Squarcini.
Danneggiata dalle intemperie, l'edicola venne restaurata nel 1989 da Augusto Romagnoli.

## Descrizione

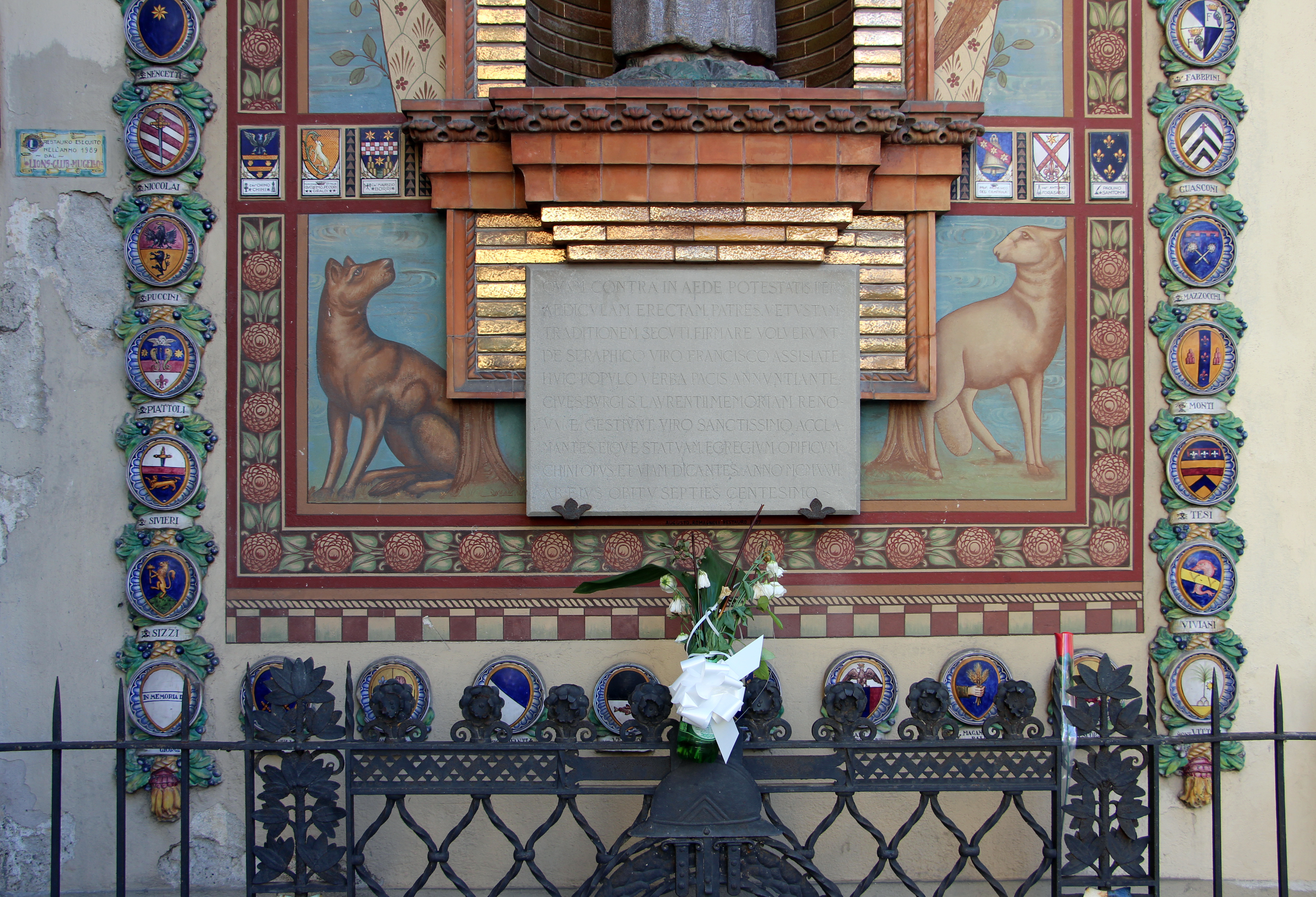
La lapide

L'edicola è caratterizzata da un gusto polimaterico e policromo, di stampo Liberty, frenato da una certa stilizzazione più tipicamente déco. 
Sotto una tettoia decorata da formelle a goccia in ceramica, la statua del santo che parla a due uccellini si trova in una nicchia, rivestita da mattonelle iridescenti. Ai lati si trova una rappresentazione di uccelli tra viticci tipica del repertorio della Manifattura Chini, mentre in basso si trovano il lupo e l'agnello, ai lati dell'iscrizione. Tutt'intorno girano una fascia floreale dipinta e i rilievi ceramici degli stemmi di tutti i donatori dell'opera, tra cui si riconoscono quelli di molte famiglie del patriziato e dell'alta borghesia mugellana e fiorentina. 
Anche la lampada votiva e la cancellata in ferro battuto vennero realizzate dalla manifattura Chini, che aveva un apposito dipartimenti per questo tipo di produzione. La cancellata presenta elementi militari, ed è forse riciclata, almeno nel disegno, da un qualche monumento ai caduti tipico del periodo.